# Järnlady

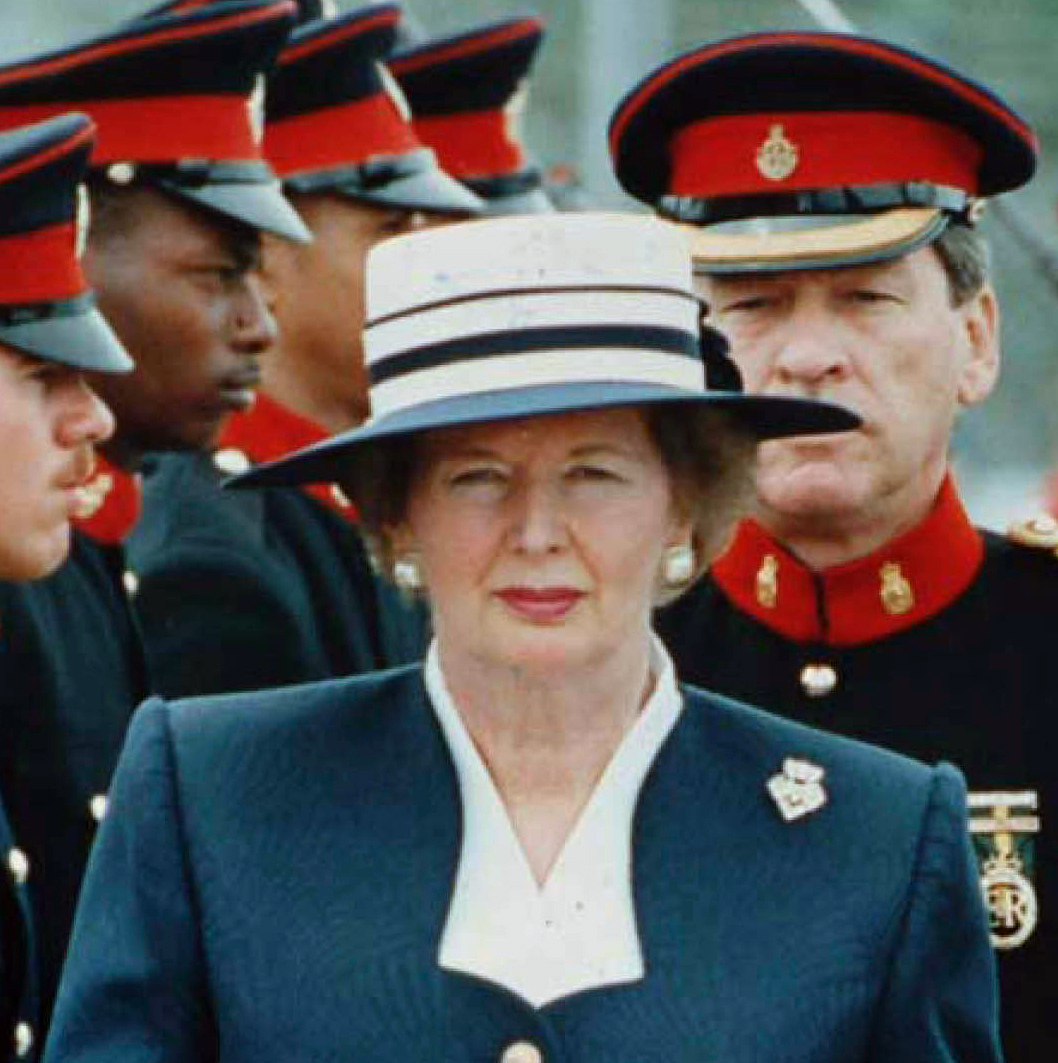
Margaret Thatcher är den först och främst kopplas ihop med begreppet järnlady. Här inspekterar hon trupper 1990.

Järnladyn är ett smeknamn för Margaret Thatcher. Det härrör från sovjetiska kommentarer till ett tal av Thatcher 1976. Benämningen har ibland även kommit att användas för att beskriva andra kvinnliga politiker i världen.

## Uppkomst
Margret Thatcher höll den 10 januari 1976, efter att nyligen ha blivit vald till konservativa partiets ledare, ett tal kallat "Awake Britain" ('Vakna Storbritannien'). Hon hävdade där bland annat att ”ryssarna vill styra världen och håller i rask takt på att bygga upp förmågan att bli det mäktigaste imperiet världen har sett”.
I den sovjetiska militära tidningen Röda stjärnan kommenterade den unge reportern Jurij Gavrilov talet under rubriken ”’Järnladyn’ blåser alarm” med avsikt att göra en nedsättande referens till Otto von Bismarck, känd som järnkanslern. Thatchers tal om Sovjet som ett hot syftade också på landets roll i att upprätthålla järnridån.
Trots uttryckets nedsättande karaktär tog Thatcher det till sig som en stark karaktärsbeskrivning. Hon jämförde också sig själv med "Järnhertigen" (Iron Duke), det vill säga hertigen av Wellington som besegrade Napoleon vid Waterloo.

## Överförd användning
Bland de andra ledare som benämnts järnlady (en del postumt) finns:
- Indira Gandhi,[9] Indiens premiärminister från 1966 till 1977 och 1980 till 1984
- Golda Meir,[10] Israels premiärminister från 1969 till 1974
- Angela Merkel,[11] Tysklands förbundskansler från 2005 till 2021
- Ellen Johnson Sirleaf,[12][13] Liberias president från 2006 till 2018
- Wilhelmina av Nederländerna,[14] Nederländernas drottning från 1890 till 1948
- Wu Yi,[15] kinesisk politiker, utrikeshandelsminister 1993-1998 och vice premiärminister 2003-2007
- Dalia Grybauskaitė,[16] Litauens president 2009-2019